# 알란 시몬센 (자동차 경주 선수)

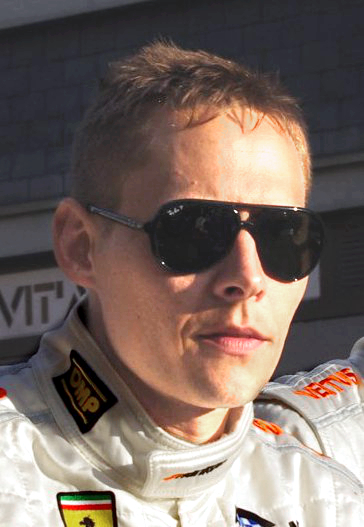
알란 시몬센

알란 시몬센(덴마크어: Allan Simonsen, 1978년 7월 5일 ~ 2013년 6월 22일)은 덴마크의 자동차 경주 선수이다. 2013년 6월 22일 프랑스 르망에서 열린 자동차 경주 대회인 르망 24시(24 Heures du Mans 2013)에서 방호벽과 충돌하는 사고로 사망하였다.